# Colotis erone
Colotis erone is een vlindersoort uit de familie van de Pieridae (witjes), onderfamilie Pierinae.
Colotis erone werd in 1849 beschreven door Angas.